# Bläservereinigung Berlin
Die Bläservereinigung Berlin war ein Holzbläserquintett mit Klavier bzw. Cembalo. Die Vereinigung bestand von 1966 bis 1993 und machte sich vor allem um die Aufführung Neuer Musik verdient.

## Geschichte
1966 gründeten sechs Musiker aus den Orchestern der Staatsoper Unter den Linden, der Komischen Oper Berlin und des Konzerthausorchesters Berlin die Bläservereinigung Berlin. Sie war das erste Ensemble der DDR, das sich intensiv mit Neuer Musik, die anfangs nicht immer erwünscht war, beschäftigte. Die Uraufführung der Kammermusik I mit Zuspielband von Paul-Heinz Dittrich verursachte während der Internationalen Musikbiennale 1971 einen Eklat und führte zur Kündigung von Dittrichs Lehrstelle an der Hochschule für Musik.
Neben regelmäßigen Konzerten mit ausschließlich Neuer Musik war es ein besonderes Anliegen der Bläservereinigung Berlin, mit Programmen aus verschiedenen Musikepochen ein breites Publikum zu erreichen. Im Zentrum standen jedoch Werke von jungen Komponisten Neuer Musik aus der DDR. So erklang die Sonate für Bläserquintett + Klavier von Friedrich Goldmann in über 70 Konzerten. Auch Kompositionen von Georg Katzer und Paul-Heinz Dittrich erreichten hohe Aufführungszahlen.
1986 erhielt Georg Katzer für sein Cembalokonzert in der Aufnahme der Bläservereinigung Berlin den 1. Preis im Kompositionswettbewerb „Reiner Marie Jose“ in Genf.
Mit der Wende 1989 verschlechterten sich die Rahmenbedingungen für Kammermusik. Die Finanzierung der Kompositionsaufträge und die damit verbundenen Sonderhonorare für ihre Einstudierung und Herstellung des Aufführungsmaterials durch den Kulturfonds der DDR, Verlage, Akademie und Großbetriebe entfiel. Neue Förderer fanden sich nicht. Darüber hinaus wurden die finanziellen Möglichkeiten der Rundfunkanstalten in West- und Ost-Deutschland für Konzertmitschnitte und Kammermusikproduktionen eingeschränkt. Die „Deutsche Schallplatte“ mit dem für Kammermusik wichtigen Label Eterna und Nova wurde aufgelöst. Das Interesse der Veranstalter an Neuer Musik verlagerte sich hauptsächlich auf Uraufführungen. Des Weiteren war die Freistellung der Mitglieder vom Orchesterdienst für die Kammermusikkonzerte nicht mehr gewährleistet. 
So stellten die Bläservereinigung Berlin wie auch die „Gruppe Neue Musik Hanns Eisler“ aus Leipzig ihre Tätigkeit ein. Das letzte Konzert der Bläservereinigung Berlin mit Kompositionen Neuer Musik aus der DDR-Zeit fand 1993 in Turin statt.

## Werke und Aufführungen
Da kammermusikalische Literatur für Bläser überschaubar ist, arrangierte der Cembalist und Pianist der Gruppe Kompositionen des 16. und 17. Jahrhunderts – auch solche mit Gesang – für diese Besetzung. Außerdem wurden Kompositionsaufträge an Zeitgenossen vergeben. Es entstanden 50 bezahlte Auftragswerke. Unter diesen war auch z. B. die Oper R. Hot von Friedrich Goldmann. Die Uraufführung fand im Apollosaal der Deutschen Staatsoper statt. Einige Jahre später folgten in Dresden weitere 20 Aufführungen mit dem Solistenensemble der Dresdner Staatsoper. Die Blinden nach Maeterlinck von Paul-Heinz Dittrich wurden im Berliner Ensemble mit Schauspielern dieses Theaters uraufgeführt. Ein Konzert für 5 Bläser mit Nebeninstrumenten und Orchester komponierte Victor Bruns.
Unter den von der Bläservereinigung beauftragten Komponisten waren Reiner Bredemeyer, Paul Dessau, Paul-Heinz Dittrich, Friedrich Goldmann, Jörg Herchet, Helge Jung, Georg Katzer, Hermann Keller, Nicolaus Richter de Vroe, Friedrich Schenker, Christfried Schmidt, H. Johannes Wallmann, Ruth Zechlin, Helmut Zapf. Darüber hinaus kam es zu DDR-Erstaufführungen mit Werken von Edisson Denissow, Helmut Flammer, Hans Werner Henze, Klaus Huber, Chen Yi, von Kompositionen aus Dänemark, Frankreich, Island, Jugoslawien, Schweden, Slowakei, Tschechien, Ungarn und den USA.
Im Laufe von 27 Jahren entstanden etwa 120 Rundfunkproduktionen und etwa 85 Konzertmitschnitte im In- und Ausland.

## Tonträger

### CDs
- Musik in der DDR – Vokalmusik Vol. II Vokalmusik

Friedrich Goldmann (1941–2009): „Sing’ Lessing“ – Komposition für Bariton und 6 Spieler nach Lessinggedichten (1978), Aufnahme des WDR 1980, Studio 16:02, 1995 Berlin Classics
- Musik in der DDR Vol. III – Instrumentale Kammermusik

Friedrich Goldmann: Sonate für Bläserquintett + Klavier (1969/70), 1974, Aufnahme Deutsche Schallplatte 12:39
Friedrich Schenker (* 1942): Tirilijubili – Stück für Virtuosen III, Kammerkonzert für Piccoloflöte mit Oboe, Klarinette, Fagott und Horn (1979), Aufnahme Rundfunk der DDR 1981 10:47 1995 Berlin Classics
- Musik in Deutschland 1950–2000, Konzerte: Stücke für Ensemble

Georg Katzer: Konzert für Cembalo und Bläserquintett, Live-Mitschnitt 1978 Rundfunk der DDR 17:47
- Musik in Deutschland 1970–2000, Solo & Ensemble

Friedrich Goldmann: „Sing’ Lessing“–Komposition für Bariton und 6 Spieler mit Lessinggedichten (1978), Aufnahme des WDR 1980, 16:02, Goldmann als Dirigent CD 2001
- Porträt-CDs vom Deutschen Musikrat und Wergo

Friedrich Goldmann: Bläserquintett (1991), Aufnahme des RIAS Berlin 1992 1994 Wergo 6265-2
Georg Katzer: Kommen und gehen für Bläserquintett und Klavier(1981) Aufnahme Deutsche Schallplatte 1985 13:35 1995 Wergo 6274-2
Helmut Zapf (* 1956): Zusammenklang III für Bläserquintett und Klavier, Aufnahme des DS Kultur 1991 13:44 CD Wergo 6528-2 1995
- Musik in Deutschland 1950–2000

Friedrich Goldmann: Querschnitt der Opernphantasie „R. Hot“, Die Deutsche Staatsoper und ihre Uraufführungen, Rundfunkmitschnitt der Uraufführung 1977 mit der Bläservereinigung Berlin
- Nova Rediscovered – Neue Musik in der DDR

Friedrich Goldmann: „Zusammenstellung“ – Musik für Bläser (1976), Aufnahme Rundfunk der DDR 1979, 29:00
Paul-Heinz Dittrich (* 1930): Kammermusik V für Bläserquintett und Live-Elektronik (1976), Aufnahme Deutsche Schallplatte 1979, CD 2002 Berlin Classics
- CU 64033 eine CD-Reihe – Tubamusik

Hannes Zerbe: Ochsenkarren I mit Dietrich Unkrodt-Tuba 0.57, Bläserquintett II 1987 7:28 CD 1994
- Ars Vivendi CD

W. A. Mozart: Klavierquintett Es-Dur KV 452, Aufnahme Deutsche Schallplatte 1986 20:57
- Berlin Classics – Der unbekannte Beethoven

Ludwig van Beethoven:  Trio G-Dur WoO 37 für Klavier, Flöte und Fagott, Aufnahme Deutsche Schallplatte Dezember 75, CD 97

### Schallplatten
- Divertimento für Bläserquintett op.4, 1974, NOVA 885040, (Hanns Eisler, 1923)
- Sonate für Bläserquintett + Klavier, 1974, NOVA 885078, (Friedrich Goldmann, 1970)
- Trio G-Dur für Flöte, Fagott und Klavier WoO 37, 1977, ETERNA 826864, (Ludwig van Beethoven)
- Zusammenstellung für 10 Instrumente; Kammermusik V für Bläserquintett und Live-Elektronik, 1979, NOVA 885151, (Friedrich Goldmann, 1976; Paul-Heinz Dittrich, 1976)
- Kammermusik III für Bläserquintett mit einem Epilog für Bläserquintett und Bariton, 1980, NOVA 885178, (Paul-Heinz Dittrich, 1974; Siegfried Lorenz, Bariton)
- 3 Stücke für Bläserquintett, 1983, NOVA 885181, (Hans-Joachim Geisthardt, 1962)
- Sing Lessing; Komposition für Bariton u. 6 Spieler nach Lessinggedichten; tirilijubili Kammerkonzert für Piccoloflöte; Konzert für Cembalo und Bläserquintett, 1983, NOVA 885222, (Friedrich Goldmann, 1978; Siegfried Lorenz, Bariton; Friedrich Schenker 1976; Georg Katzer, 1977)
- Kammermusik VII Epitaph auf einen Bohemien, 1986, NOVA 885255, (Christfried Schmidt, 1974)
- Kommen und Gehen für Bläserquintett u. Klavier, 1986, NOVA 885258, (Georg Katzer, 1981)
- Quasi ancora una sonata für 5 Bläser und Klavier, 1988, NOVA 885285, (Hermann Keller, 1984; Hermann Keller, Klavier)
- Quintett Es-Dur KV 452; De fynske Katarakter op.66, 1988, ETERNA 729186, (W. A. Mozart; Schallplattenaufnahme der „Nordiska Musikdagar“ 1979, Ib Nörholm, 1976)

## Auszeichnungen
- 1969: Interpretenpreis der Musikbiennale Berlin
- 1979: Kunstpreis der DDR
- 1987: Nationalpreis der DDR für hervorragende Leistungen in der Interpretation von Werken des humanistischen Kulturerbes und des zeitgenössischen Schaffens